# 塩尻市立桔梗小学校
塩尻市立桔梗小学校（しおじりしりつ ききょうしょうがっこう）は、長野県塩尻市にある公立小学校。塩尻で1番大きい小学校。松本山雅の樋口大輝選手の母校でもある。

## 所在地
〒399-0703 長野県塩尻市広丘高出1486番地193

## 沿革
- 1975年 - 塩尻市小中学校通学区域審議会発足。
- 1988年4月1日 - 塩尻西小学校から分離開校[1]

## 通学区域
塩尻市大字大門、広丘高出および広丘郷原の一部（8、10-15組）。